# Eupithecia subextremata
Eupithecia subextremata là một loài bướm đêm trong họ Geometridae.